# Грачёв, Сергей Витальевич
Серге́й Вита́льевич Грачёв (род. 8 марта 1948 г., Киров) — российский патофизиолог, специалист по патофизиологии экстремальных состояний.
Академик РАН (2013), РАМН (2005, членкор с 1999), доктор медицинских наук, профессор.
Заведующий кафедрой патологии (с 2010) и лабораторией экстремальных состояний Первого МГМУ им. И. М. Сеченова, в котором являлся, в частности, проректором по научной работе и исполняющим обязанности ректора.
Лауреат премии Правительства Российской Федерации в области науки и техники (2003).

## Биография
Окончил 1-й Московский медицинский институт им. И. М. Сеченова, лечебный факультет (1972).
В альма-матер являлся проректором по научной работе, исполняющим обязанности ректора, директором научно-исследовательского центра, профессором кафедры патофизиологии, ныне же декан факультета подготовки научно-педагогических кадров, заведующий кафедрой основ организации НИР и зав. лабораторией экстремальных состояний научно-исследовательского центра.
Член диссовета Д. 208.040.08.
Член редколлегии журнала «Патологическая физиология и экспериментальная медицина».
Член Комиссии по борьбе с лженаукой и фальсификацией научных исследований при президиуме Российской академии наук, учёный секретарь секции клинической физиологии научного совета по физиологическим наукам отделения биологических наук Российской академии наук, зам. председателя секции учёного совета МЗ РФ по высшей медицинской школе и вузовской науке, член президиума Общества патофизиологов.
Академик-секретарь секции наук о человеке Международной академии наук Высшей школы (МАН ВШ), академик РАЕН, член Международной академии экологической реконструкции, член Российской секции Международной академии наук.

## Награды
Премия им. И. В. Давыдовского РАМН (2001, 2007; первая — за цикл работ «Медиаторная роль активных форм кислорода в патологии и модулирующее влияние углекислого газа»), орден Дружбы (2008), медаль ордена «За заслуги перед Отечеством» II степени (1998).
Лауреат премии Правительства Российской Федерации в области науки и техники (2003) — за разработку и внедрение в медицинскую практику новых лечебных технологий и технических средств на основе использования воздушной плазмы и экзогенного оксида азота.
В 2017 году занесен в Книгу почета Первого МГМУ им. И. М. Сеченова.

## Труды
Среди трудов — «Введение в патологию» (М.: Изд-во Первого МГМУ, 2013. — 207 с.).